# Монтгомери (плотина)
Монтгомери (англ. Montgomery Dam) — гравитационная плотина на реке Фокс недалеко от города Монтгомери (Иллинойс, США). Дамба была построена для контроля над наводнениями и для судоходства в 1969 году как часть системы плотин проекта Страттон. Плотина находится в ведении Департамента природных ресурсов Иллинойса. Высота 2,1 м, длина 99 м. Объём 162 000 м³. Площадь бассейна реки Фокс выше плотины составляет 4 490 км².